# Garden Park
Garden Park to wielofunkcyjny stadion w Kitwe w Zambii. Jest aktualnie używany głównie dla meczów piłki nożnej i służy jako stadion domowy dla Kitwe United Football Club. Stadion mieści 15 000 osób. Obok stadionu są dwa treningowe boiska piłkarskie, pole rugby, kort tenisowy i siłownia, które razem tworzą Kitwe Playing Fields (KPF).